# Olympische Sommerspiele 1964/Leichtathletik – 20 km Gehen (Männer)
Das 20-km-Gehen der Männer bei den Olympischen Spielen 1964 in Tokio wurde am 15. Oktober 1964 ausgetragen. 26 Athleten nahmen teil. Start und Ziel war das Olympiastadion Tokio.
Olympiasieger wurde der Brite Ken Matthews. Er gewann vor dem Deutschen Dieter Lindner und Wolodymyr Holubnytschyj aus der Sowjetunion.
Neben dem Silbermedaillengewinner Lindner gingen mit Gerhard Sperling und Hans-Georg Reimann zwei weitere deutsche Geher ins Rennen. Sperling belegte Rang neun, Reimann wurde Zwölfter. Geher aus der Schweiz, Österreich und Liechtenstein nahmen nicht teil.

## Bestleistungen / Rekorde
Weltrekorde wurden im Straßengehen wegen der unterschiedlichen Streckenbeschaffenheiten außer für Bahnwettbewerbe nicht geführt.

### Bestehende Bestleistungen / Rekorde

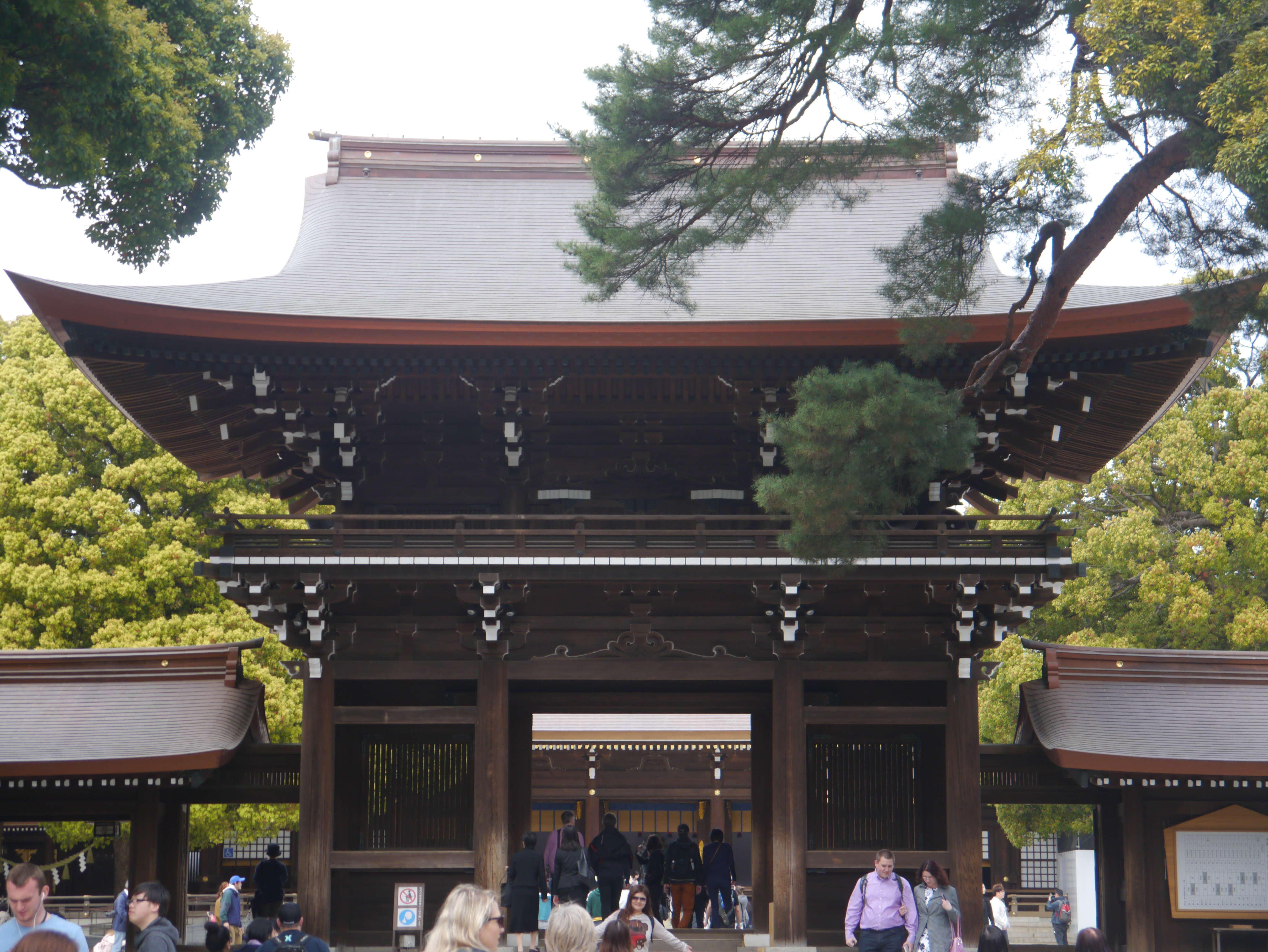
Haupttor des Meiji-Schreins im Yoyogi-Park im Jahr 2018

| Weltbestleistung   | 1:25:58 h   | Anatoli Wedjakow ( UdSSR) | Moskau, Sowjetunion (heute Russland) | 6. September 1959 |
| Olympischer Rekord | 1:31:27,4 h | Leonid Spirin ( UdSSR)    | OS Melbourne, Australien             | 28. November 1956 |

### Rekordverbesserung
Der britische Olympiasieger Ken Matthews verbesserte den bestehenden olympischen Rekord im Wettbewerb am 15. Oktober um 1:53,4 min auf 1:29:34,0 h. Die Weltbestleistung verfehlte er um 3:36,0 min.

## Streckenführung
Nach drei Runden im Olympiastadion führte die Strecke aus dem Stadion heraus nach Osten zum Yoyogi-Park, wo sich der Meiji-Schrein befindet. Hier gab es einen Kurs, der das ovale Gebiet entgegen dem Uhrzeigersinn dreizehn Mal umrundete. Nach der letzten Runde führte der Weg wieder zurück zum Olympiastadion, in dem nach einer Stadionrunde das Ziel erreicht wurde.

## Durchführung des Wettbewerbs
26 Geher traten am 15. Oktober gemeinsam zu ihrem Wettkampf an. Eine Qualifikation fand nicht statt.

## Endergebnis und Rennverlauf

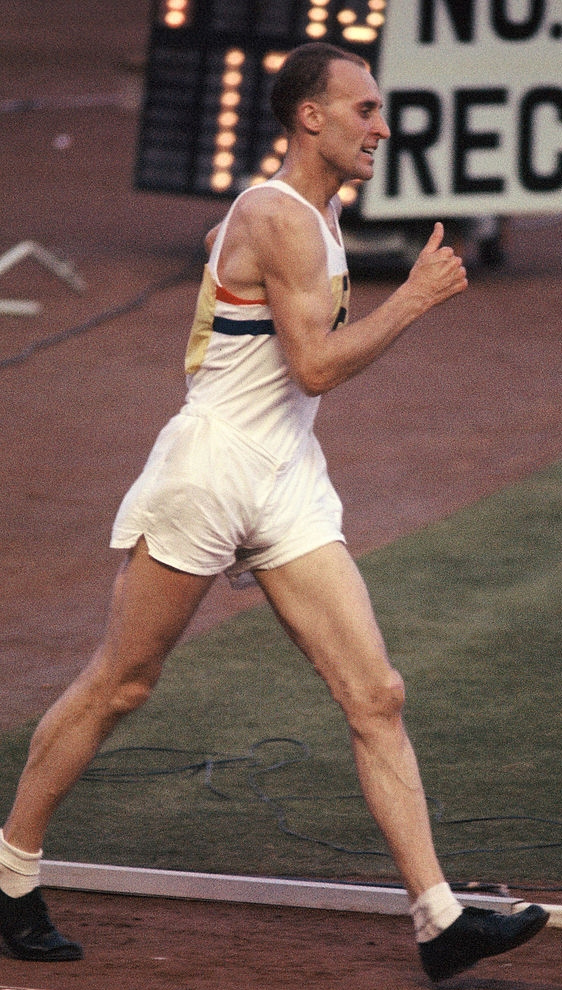
Olympiasieger Ken Matthews

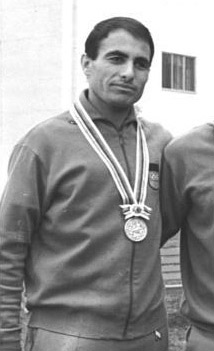
Dieter Lindner gewann die Silbermedaille

Datum: 15. Oktober 1964, 15:20 Uhr
| Platz | Name                    | Nation           | Zeit        | Anmerkung |
| ----- | ----------------------- | ---------------- | ----------- | --------- |
| 1     | Ken Matthews            | Großbritannien   | 1:29:34,0 h | OR        |
| 2     | Dieter Lindner          | Deutschland      | 1:31:13,2 h |           |
| 3     | Wolodymyr Holubnytschyj | Sowjetunion      | 1:31:59,4 h |           |
| 4     | Noel Freeman            | Australien       | 1:32:06,8 h |           |
| 5     | Gennadi Solodow         | Sowjetunion      | 1:32:33,0 h |           |
| 6     | Ronald Zinn             | USA              | 1:32:43,0 h |           |
| 7     | Barys Chralowitsch      | Sowjetunion      | 1:32:45,4 h |           |
| 8     | John Edgington          | Großbritannien   | 1:32:46,0 h |           |
| 9     | Gerhard Sperling        | Deutschland      | 1:33:15,8 h |           |
| 10    | John Paddick            | Großbritannien   | 1:33:28,4 h |           |
| 11    | Alexander Bílek         | Tschechoslowakei | 1:33:45,0 h |           |
| 12    | Hans-Georg Reimann      | Deutschland      | 1:34:51,0 h |           |
| 13    | Henri Delerue           | Frankreich       | 1:34:58,0 h |           |
| 14    | Tommy Kristensen        | Dänemark         | 1:35:30,0 h |           |
| 15    | István Göri             | Ungarn           | 1:35:38,0 h |           |
| 16    | Charles Sowa            | Luxemburg        | 1:36:16,0 h |           |
| 17    | Jack Mortland           | USA              | 1:36:53,0 h |           |
| 18    | Åke Söderlund           | Schweden         | 1:36:53,0 h |           |
| 19    | John Ljunggren          | Schweden         | 1:37:03,0 h |           |
| 20    | Roine Karlsson          | Schweden         | 1:37:07,0 h |           |
| 21    | Antal Kiss              | Ungarn           | 1:38:27,0 h |           |
| 22    | Ronald Crawford         | Australien       | 1:38:47,0 h |           |
| 23    | Noboru Ishiguro         | Japan            | 1:39:40,0 h |           |
| 24    | Chedli El-Marghni       | Tunesien         | 1:41:11,0 h |           |
| 25    | Kiue Kuribayashi        | Japan            | 1:43:07,0 h |           |
| 26    | Mieczyslaw Rutyna       | Polen            | 1:48:41,0 h |           |
| DNF   | Bob Gardiner            | Australien       |             |           |
| DNF   | Alex Oakley             | Kanada           |             |           |
| DSQ   | Ron Laird               | USA              |             |           |
| DSQ   | Yasuo Naito             | Japan            |             |           |
| DNS   | Elias Baruh             | Rumänien         |             |           |
| DNS   | Naceur Ben Messaoud     | Tunesien         |             |           |
| DNS   | Andrei Savescu          | Rumänien         |             |           |
| DNS   | Hassine Belkhodja       | Tunesien         |             |           |
| DNS   | István Havasi           | Ungarn           |             |           |

| Überblick: Zwischenzeiten | Überblick: Zwischenzeiten | Überblick: Zwischenzeiten | Überblick: Zwischenzeiten |
| Zwischenzeit- Marke       | Zwischenzeit              | Führende(r)               | 5-km-Zeit                 |
| ------------------------- | ------------------------- | ------------------------- | ------------------------- |
| 5 km                      | 22:19 min                 | Matthews                  | 22:19 min                 |
| 10 km                     | 44:23 min                 | Matthews                  | 22:04 min                 |
| 15 km                     | 1:06:52 h                 | Matthews                  | 22:29 min                 |
| 20 km                     | 1:29:34 h                 | Matthews                  | 22:42 min                 |

Der Favorit Ken Matthews aus Großbritannien, Europameister von 1962, übernahm von Anfang an die Spitze. Nach den ersten fünf Kilometern führte er vor dem US-Amerikaner Ronald Zinn. Vier Sekunden zurücklag der Olympiasieger von 1960 Wolodymyr Holubnytschyj aus der UdSSR.
Bei Streckenhälfte war Matthews weiter vorn. Dahinter hatte sich die Situation verändert: an zweiter Stelle rund einhundert Meter zurücklag nun der Deutsche Dieter Lindner. Im weiteren Verlauf verlor Lindner zwar immer mehr an Boden, hielt jedoch seinen zweiten Platz und kam knapp zwei Minuten hinter dem Sieger ins Ziel. Die Bronzemedaille gewann Wolodymyr Holubnytschyj gut 46 Sekunden hinter Lindner und gut sechs Sekunden vor dem australischen Silbermedaillengewinner von 1960 Noel Freeman.
Der Schwede John Ljunggren war mit 45 Jahren nicht nur der älteste Teilnehmer im Feld, er war zugleich der älteste Leichtathlet überhaupt, der in Tokio teilnahm. Ljunggren startete hier zum fünften Mal bei Olympischen Spielen und erreichte das Ziel nach zahlreichen Medaillengewinnen bei den vorangegangenen Spielen nun auf Platz neunzehn.

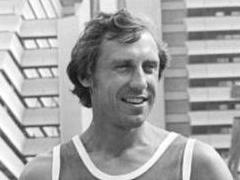
Hans-Georg Reimann belegte Rang zwölf
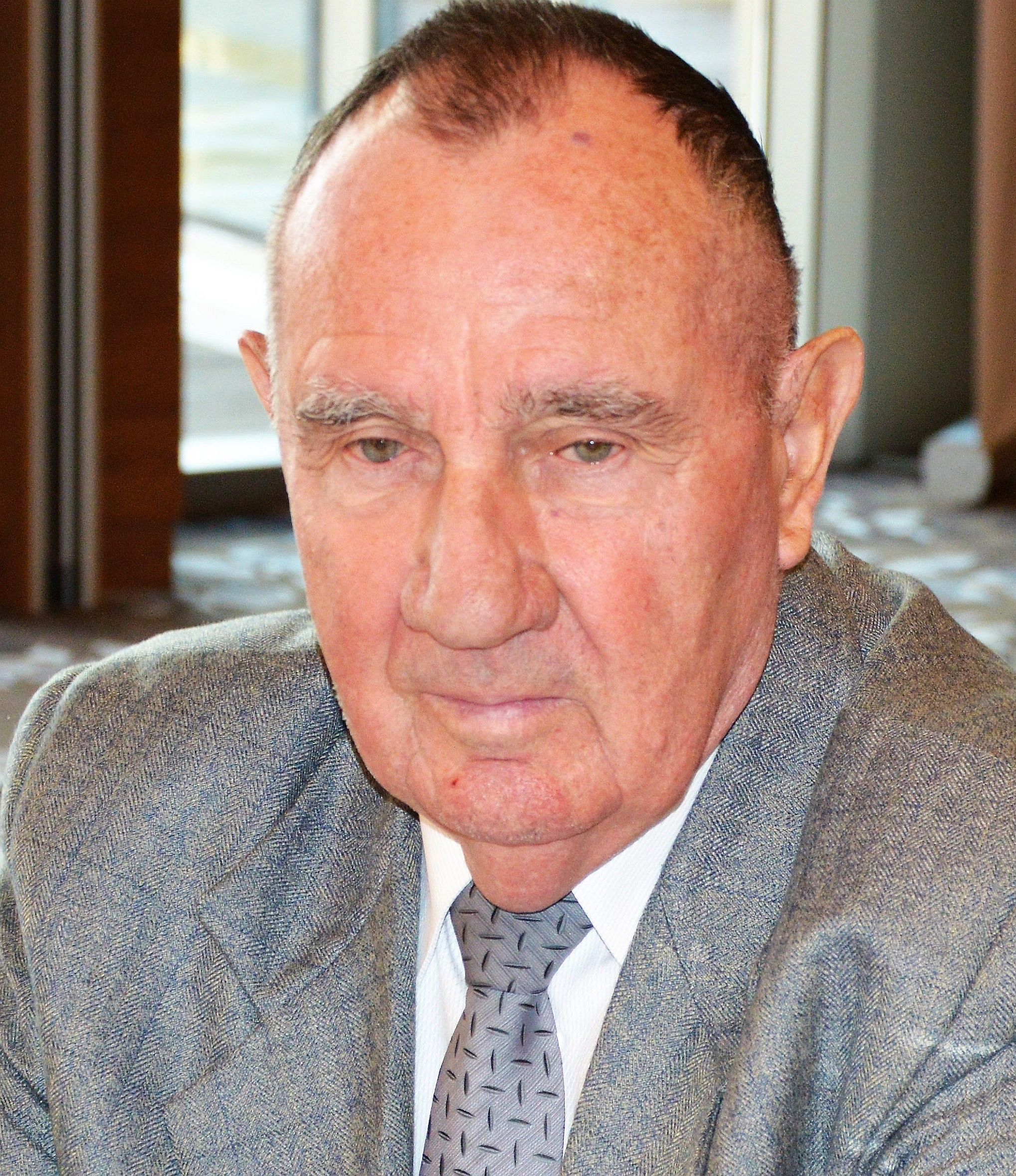
Antal Kiss (Foto: 2013) erreichte Platz 21

## Videolinks
- 3210 Olympic Track & Field 1964 20km Walk Men Ken Matthews, youtube.com, abgerufen am 6. September 2021
- 1964 Marcis 20 km - Vittoria di Kenneth J.Matthews, youtube.com, abgerufen am 27. Oktober 2017